# 三遊亭笑くぼ
三遊亭 笑くぼ（さんゆうてい えくぼ、1965年11月18日 - ）・大須 くるみ（おおす くるみ）は、パフォーマー・落語家。女性。本名：竹内 孝美。愛知県出身・在住。
落語を演じる時は「三遊亭笑くぼ」として、和風パフォーマンスを行う際は「大須くるみ」名義を用いる。パフォーマーとしては南京玉すだれ、皿回し、マジック、かっぽれ、松づくし、銭太鼓、ラップ、ハーモニカ など多彩な芸を披露する。

## 経歴
- 短大を卒業後、芸能界入り。
- 1988年(昭和63年)1月、当時中学3年生の大須たくみと漫才コンビを組む[3]。
- 1989年 - 四代目三遊亭歌笑に入門。
- 歌笑とともに旧大須演芸場を中心に出演。歌笑が東京に戻って以降は、愛知県を中心に各地で落語家やパフォーマーとして活動している。